# Nižné Furkotské pleso
Nižné Furkotské pleso je jezero na západní straně dolní části Furkotské doliny ve Vysokých Tatrách na Slovensku. Má rozlohu 0,1645 ha a je 60 m dlouhé a 52 m široké. Dosahuje maximální hloubky 0,5 m a objemu 682 m³. Leží v nadmořské výšce 1633 m.

## Okolí
Leží 1 km jihovýchodně od Sedielkové kopy 100 m východně od hřebene vybíhajícího z jejího vrcholu na jihovýchod. Okolo plesa roste kosodřevina, která postupně vodní plochu zarůstá. Ve vzdálenosti 300 m severně se nachází Vyšné Furkotské pleso.

## Vodní režim
Pleso nemá povrchový přítok ani odtok. Náleží k povodí Furkotského potoka jež je přítokem Bílého Váhu. Rozměry jezera v průběhu času zachycuje tabulka:
| Rok     | Měření prováděl   | Rozloha ha | Délka m | Šířka m | Hloubka max.m | Objem m³ |
| ------- | ----------------- | ---------- | ------- | ------- | ------------- | -------- |
| 1934    | Józef Szaflarski  | 0,160      | 57      | 50      | 0,6           | [ 2 ]    |
| 1961–67 | pracovníci TANAPu | 0,165      | 60      | 52      | 0,5           | [ 2 ]    |
| 2005    | Gregor, Pacl      | 0,1645     | [ 2 ]   | [ 2 ]   | 1,2           | 682      |

## Přístup
Pleso není veřejnosti přístupné.